# Jacques Lebrun
Jacques Baptiste Lebrun (* 21. August 1910 in Paris; † 14. Januar 1996 in Neuilly-sur-Seine) war ein französischer Segler.

## Erfolge
Jacques Lebrun nahm fünfmal an Olympischen Spielen teil. Bei den Olympischen Spielen 1932 wurde er in Los Angeles im Snowbird mit 87 Punkten Olympiasieger. Er sicherte sich vor Bob Maas und Santiago Amat die Goldmedaille. In der O-Jolle belegte er 1936 in Berlin den sechsten Platz. Zusammen mit Henri Perrissol startete er 1948 in London in der Bootsklasse Swallow, in der er den neunten Platz erreichte. Vier Jahre darauf wurde er in Helsinki im Finn-Dinghy Elfter. Aus finanziellen Gründen konnte Lebrun 1956 nicht an den Spielen in Melbourne teilnehmen, trat aber nochmals 1960 in Rom an. In der 5,5-Meter-Klasse war er Skipper des französischen Bootes Snowten III, kam jedoch nicht über den 18. und damit vorletzten Platz hinaus. 1956 wurde Lebrun in La Baule Weltmeister im 505er.
Nach seiner aktiven Karriere war er als Bootsdesigner tätig, zudem war er technischer Direktor beim französischen Segelverband. Während des Zweiten Weltkriegs half er dabei, zahlreiche Kunstwerke aus dem Louvre vor der deutschen Besatzung zu retten. Seine Familie hatte ein Geschäft für Bilderrahmen.